# Rolf M. Zinkernagel
Rolf Martin Zinkernagel, né le 6 janvier 1944 à Riehen (canton de Bâle-Ville), est un médecin suisse.

## Biographie
Il obtient son doctorat en médecine à l'université de Bâle en 1970 et son Ph.D. à l'université nationale australienne en 1975. Professeur d'immunologie à l'université de Zurich, il reçoit en 1996 le prix Nobel de physiologie ou médecine pour la découverte du système de reconnaissance par le système immunitaire des cellules infectées par des virus avec l'Australien Peter Doherty. 24e suisse titulaire du prix Nobel, il obtient également le prix Louis-Jeantet de médecine en 1988 et le prix Albert-Lasker pour la recherche médicale fondamentale en 1995. Il est devenu membre étranger de la Royal Society le 14 mai 1998.